# Pôle de Lanaud
 (juillet 2016).
Le pôle de Lanaud est le siège de la plupart des organismes intervenant dans la sélection de la race bovine limousine.

## Présentation
Le site de Lanaud se situe 15 km au sud de Limoges, au bord de l’autoroute A20. Il a été créé en 1991 par l’architecte Jean Nouvel et est bâti en bois de Douglas. Il a été labellisé « Patrimoine du XXe siècle » par le ministère de la Culture et la Communication, et est également répertorié parmi la liste des Sites remarquables du goût.
Le pôle abrite notamment la station nationale de qualification de Lanaud et le siège du herd-book limousin, où sont rassemblés les meilleurs veaux limousins de l’année afin de mesurer leurs performances avant d’être mis à la disposition des éleveurs.
Le site est ouvert aux entreprises et aux particuliers qui peuvent le louer pour certaines occasions. Il peut accueillir des groupes allant jusqu’à 400 personnes. Il est composé d’un pavillon d’accueil, d’un amphithéâtre bien équipé d’une capacité de 300 personnes et d’une salle de réunion de 100 places assises et d’un espace de restauration pouvant accueillir 350 personnes.
Le pôle accueille la saison Piano International, qui propose des rendez-vous musicaux et économiques, et durant l'été le Festival 1001 Notes. En 2015, le pôle prend une nouvelle dimension avec l'ouverture du Limousine Park, complexe de découverte de la race limousine articulé autour de la station de sélection des bovins et mêlant tourisme, environnement, culture et gastronomie.